# Liste des planètes mineures (606001-607000)
Voici la liste des planètes mineures numérotées de 606001 à 607000. Les planètes mineures sont numérotées lorsque leur orbite est confirmée, ce qui peut parfois se produire longtemps après leur découverte. Elles sont classées ici par leur numéro.

## Planètes mineures 606001 à 607000
- (606001) 2017 CB26
- (606002) 2017 CW30
- (606003) 2017 CO31
- (606004) 2017 DE6
- (606005) 2017 DO7
- (606006) 2017 DR7
- (606007) 2017 DS8
- (606008) 2017 DA9
- (606009) 2017 DN9
- (606010) 2017 DU13
- (606011) 2017 DF15
- (606012) 2017 DC18
- (606013) 2017 DF19
- (606014) 2017 DD21
- (606015) 2017 DG21
- (606016) 2017 DB23
- (606017) Irimes
- (606018) 2017 DA32
- (606019) 2017 DM33
- (606020) 2017 DG34
- (606021) 2017 DY34
- (606022) 2017 DM38
- (606023) 2017 DO43
- (606024) 2017 DP47
- (606025) 2017 DP49
- (606026) 2017 DZ55
- (606027) 2017 DB56
- (606028) 2017 DK56
- (606029) 2017 DQ57
- (606030) 2017 DJ60
- (606031) 2017 DL60
- (606032) 2017 DG69
- (606033) 2017 DJ69
- (606034) 2017 DT77
- (606035) 2017 DS79
- (606036) 2017 DO82
- (606037) 2017 DQ83
- (606038) 2017 DU83
- (606039) 2017 DE85
- (606040) 2017 DJ85
- (606041) 2017 DK87
- (606042) 2017 DL100
- (606043) 2017 DH102
- (606044) 2017 DV108
- (606045) 2017 DM111
- (606046) 2017 DY117
- (606047) 2017 DF138
- (606048) 2017 DY139
- (606049) 2017 EA1
- (606050) 2017 EX1
- (606051) 2017 EF7
- (606052) 2017 EK8
- (606053) 2017 EQ10
- (606054) 2017 EV11
- (606055) 2017 EA17
- (606056) 2017 ER19
- (606057) 2017 EB24
- (606058) 2017 EN30
- (606059) 2017 EU33
- (606060) 2017 EE35
- (606061) 2017 EQ40
- (606062) 2017 FG
- (606063) 2017 FD2
- (606064) 2017 FL3
- (606065) 2017 FO4
- (606066) 2017 FU4
- (606067) 2017 FO27
- (606068) 2017 FX45
- (606069) 2017 FQ53
- (606070) 2017 FU72
- (606071) 2017 FR73
- (606072) 2017 FO96
- (606073) 2017 FA101
- (606074) 2017 FX105
- (606075) 2017 FG109
- (606076) 2017 FE113
- (606077) 2017 FK133
- (606078) 2017 FK142
- (606079) 2017 FW181
- (606080) 2017 FW186
- (606081) 2017 GQ1
- (606082) 2017 GD4
- (606083) 2017 GW5
- (606084) 2017 GC6
- (606085) 2017 GG7
- (606086) 2017 GM8
- (606087) 2017 GN16
- (606088) 2017 HF5
- (606089) 2017 HN7
- (606090) 2017 HA11
- (606091) 2017 HG12
- (606092) 2017 HV18
- (606093) 2017 HG22
- (606094) 2017 HJ26
- (606095) 2017 HM34
- (606096) 2017 HO69
- (606097) 2017 HZ83
- (606098) 2017 KG1
- (606099) 2017 KJ2
- (606100) 2017 KK4
- (606101) 2017 KB8
- (606102) 2017 KQ12
- (606103) 2017 KE17
- (606104) 2017 KX20
- (606105) 2017 KJ24
- (606106) 2017 KW24
- (606107) 2017 KE26
- (606108) 2017 KN29
- (606109) 2017 KQ30
- (606110) 2017 KU30
- (606111) 2017 KJ33
- (606112) 2017 KQ33
- (606113) 2017 KA34
- (606114) 2017 KJ35
- (606115) 2017 MT4
- (606116) 2017 MU5
- (606117) 2017 MX9
- (606118) 2017 ME22
- (606119) 2017 MM23
- (606120) 2017 NO2
- (606121) 2017 NP2
- (606122) 2017 NF3
- (606123) 2017 NU3
- (606124) 2017 NS4
- (606125) 2017 NU4
- (606126) 2017 NV4
- (606127) 2017 OE
- (606128) 2017 OJ3
- (606129) 2017 OK5
- (606130) 2017 OD6
- (606131) 2017 OC11
- (606132) 2017 OB12
- (606133) 2017 OS12
- (606134) 2017 OW12
- (606135) 2017 OQ24
- (606136) 2017 OX26
- (606137) 2017 OK28
- (606138) 2017 OK49
- (606139) 2017 OP51
- (606140) 2017 OF52
- (606141) 2017 OA55
- (606142) 2017 OL55
- (606143) 2017 OX55
- (606144) 2017 OZ57
- (606145) 2017 OB64
- (606146) 2017 OE64
- (606147) 2017 ON65
- (606148) 2017 OK66
- (606149) 2017 OS67
- (606150) 2017 OR89
- (606151) 2017 OF93
- (606152) 2017 OR101
- (606153) 2017 OV126
- (606154) 2017 PH
- (606155) 2017 PX6
- (606156) 2017 PB10
- (606157) 2017 PN12
- (606158) 2017 PD13
- (606159) 2017 PN13
- (606160) 2017 PF14
- (606161) 2017 PA17
- (606162) 2017 PP17
- (606163) 2017 PU31
- (606164) 2017 PQ32
- (606165) 2017 PT33
- (606166) 2017 PD36
- (606167) 2017 PH37
- (606168) 2017 PO38
- (606169) 2017 PX39
- (606170) 2017 PM41
- (606171) 2017 PY41
- (606172) 2017 PM53
- (606173) 2017 QT4
- (606174) 2017 QB6
- (606175) 2017 QX7
- (606176) 2017 QO9
- (606177) 2017 QQ11
- (606178) 2017 QX12
- (606179) 2017 QB14
- (606180) 2017 QC14
- (606181) 2017 QD14
- (606182) 2017 QM19
- (606183) 2017 QN22
- (606184) 2017 QP23
- (606185) 2017 QA26
- (606186) 2017 QB31
- (606187) 2017 QO33
- (606188) 2017 QL37
- (606189) 2017 QY38
- (606190) 2017 QK39
- (606191) 2017 QQ40
- (606192) 2017 QY41
- (606193) 2017 QT44
- (606194) 2017 QH45
- (606195) 2017 QL50
- (606196) 2017 QL54
- (606197) 2017 QR54
- (606198) 2017 QJ56
- (606199) 2017 QC58
- (606200) 2017 QJ59
- (606201) 2017 QB60
- (606202) 2017 QJ60
- (606203) 2017 QL60
- (606204) 2017 QP60
- (606205) 2017 QQ60
- (606206) 2017 QH61
- (606207) 2017 QK65
- (606208) 2017 QB67
- (606209) 2017 QO109
- (606210) 2017 QM118
- (606211) 2017 RD
- (606212) 2017 RY
- (606213) 2017 RN8
- (606214) 2017 RZ11
- (606215) 2017 RE13
- (606216) 2017 RR13
- (606217) 2017 RE18
- (606218) 2017 RJ22
- (606219) 2017 RZ22
- (606220) 2017 RX23
- (606221) 2017 RA28
- (606222) 2017 RY32
- (606223) 2017 RL33
- (606224) 2017 RD34
- (606225) 2017 RY34
- (606226) 2017 RA35
- (606227) 2017 RL36
- (606228) 2017 RW36
- (606229) 2017 RB40
- (606230) 2017 RA41
- (606231) 2017 RA42
- (606232) 2017 RW49
- (606233) 2017 RN51
- (606234) 2017 RZ55
- (606235) 2017 RB56
- (606236) 2017 RN57
- (606237) 2017 RB60
- (606238) 2017 RO60
- (606239) 2017 RO62
- (606240) 2017 RV62
- (606241) 2017 RK63
- (606242) 2017 RL70
- (606243) 2017 RH71
- (606244) 2017 RP73
- (606245) 2017 RZ76
- (606246) 2017 RD77
- (606247) 2017 RF78
- (606248) 2017 RU78
- (606249) 2017 RA82
- (606250) 2017 RB82
- (606251) 2017 RA86
- (606252) 2017 RU87
- (606253) 2017 RM88
- (606254) 2017 RC89
- (606255) 2017 RP89
- (606256) 2017 RS89
- (606257) 2017 RS93
- (606258) 2017 RB94
- (606259) 2017 RG94
- (606260) 2017 RU95
- (606261) 2017 RL96
- (606262) 2017 RJ97
- (606263) 2017 RH99
- (606264) 2017 RU99
- (606265) 2017 RR102
- (606266) 2017 RD134
- (606267) 2017 SG7
- (606268) 2017 SM7
- (606269) 2017 SN13
- (606270) 2017 SE14
- (606271) 2017 SP15
- (606272) 2017 SR24
- (606273) 2017 SD26
- (606274) 2017 SY28
- (606275) 2017 SS30
- (606276) 2017 SE34
- (606277) 2017 SE38
- (606278) 2017 SG38
- (606279) 2017 SH38
- (606280) 2017 SH39
- (606281) 2017 SS41
- (606282) 2017 SF42
- (606283) 2017 SC45
- (606284) 2017 SD48
- (606285) 2017 SS49
- (606286) 2017 SY51
- (606287) 2017 SZ51
- (606288) 2017 SL53
- (606289) 2017 SX55
- (606290) 2017 SV59
- (606291) 2017 SZ61
- (606292) 2017 ST64
- (606293) 2017 ST68
- (606294) 2017 SO72
- (606295) 2017 SY73
- (606296) 2017 SW77
- (606297) 2017 SD78
- (606298) 2017 SM78
- (606299) 2017 SR78
- (606300) 2017 SH79
- (606301) 2017 SV79
- (606302) 2017 SY80
- (606303) 2017 SL81
- (606304) 2017 SM81
- (606305) 2017 SB87
- (606306) 2017 ST88
- (606307) 2017 SM90
- (606308) 2017 SQ90
- (606309) 2017 SG92
- (606310) 2017 SX96
- (606311) 2017 SF97
- (606312) 2017 SZ99
- (606313) 2017 SX101
- (606314) 2017 SY105
- (606315) 2017 SD112
- (606316) 2017 SP116
- (606317) 2017 SJ118
- (606318) 2017 SW119
- (606319) 2017 SQ120
- (606320) 2017 SX120
- (606321) 2017 SJ124
- (606322) 2017 SW126
- (606323) 2017 SG128
- (606324) 2017 SY143
- (606325) 2017 SK165
- (606326) 2017 SX188
- (606327) 2017 SB207
- (606328) 2017 SC275
- (606329) 2017 SG277
- (606330) 2017 TU2
- (606331) 2017 TX10
- (606332) 2017 TR30
- (606333) 2017 UV
- (606334) 2017 UX1
- (606335) 2017 UG2
- (606336) 2017 UO4
- (606337) 2017 UW8
- (606338) 2017 UW13
- (606339) Kierpiec
- (606340) 2017 UH14
- (606341) 2017 UE15
- (606342) 2017 UH19
- (606343) 2017 UN20
- (606344) 2017 UB23
- (606345) 2017 UY23
- (606346) 2017 UN24
- (606347) 2017 UC26
- (606348) 2017 UY27
- (606349) 2017 UV31
- (606350) 2017 UO34
- (606351) 2017 UT34
- (606352) 2017 UM35
- (606353) 2017 UO37
- (606354) 2017 UX37
- (606355) 2017 US39
- (606356) 2017 UJ41
- (606357) 2017 UV43
- (606358) 2017 UF44
- (606359) 2017 UG44
- (606360) 2017 UG48
- (606361) 2017 UZ50
- (606362) 2017 UY54
- (606363) 2017 UC94
- (606364) 2017 UO106
- (606365) 2017 UU109
- (606366) 2017 UB155
- (606367) 2017 VB
- (606368) 2017 VO1
- (606369) 2017 VR1
- (606370) 2017 VR9
- (606371) 2017 VF10
- (606372) 2017 VU10
- (606373) 2017 VN11
- (606374) 2017 VM16
- (606375) 2017 VG17
- (606376) 2017 VY17
- (606377) 2017 VH18
- (606378) 2017 VO18
- (606379) 2017 VT18
- (606380) 2017 VK19
- (606381) 2017 VC23
- (606382) 2017 VP23
- (606383) 2017 VB27
- (606384) 2017 VJ27
- (606385) 2017 VK27
- (606386) 2017 VH30
- (606387) 2017 VB31
- (606388) 2017 VN31
- (606389) 2017 VE32
- (606390) 2017 VH32
- (606391) 2017 WM
- (606392) 2017 WO6
- (606393) 2017 WT6
- (606394) 2017 WA7
- (606395) 2017 WK9
- (606396) 2017 WP9
- (606397) 2017 WU10
- (606398) 2017 WY10
- (606399) 2017 WE11
- (606400) 2017 WS14
- (606401) 2017 WS20
- (606402) 2017 WU22
- (606403) 2017 WA25
- (606404) 2017 WP44
- (606405) 2017 WR44
- (606406) 2017 XL4
- (606407) 2017 XO5
- (606408) 2017 XB6
- (606409) 2017 XS8
- (606410) 2017 XQ9
- (606411) 2017 XA10
- (606412) 2017 XN15
- (606413) 2017 XO16
- (606414) 2017 XN18
- (606415) 2017 XT19
- (606416) 2017 XG22
- (606417) 2017 XV24
- (606418) 2017 XO26
- (606419) 2017 XX28
- (606420) 2017 XN32
- (606421) 2017 XS32
- (606422) 2017 XX34
- (606423) 2017 XX38
- (606424) 2017 XF42
- (606425) 2017 XR42
- (606426) 2017 XB44
- (606427) 2017 XF45
- (606428) 2017 XO47
- (606429) 2017 XK48
- (606430) 2017 XY49
- (606431) 2017 XG55
- (606432) 2017 XP55
- (606433) 2017 XZ55
- (606434) 2017 XL57
- (606435) 2017 XR57
- (606436) 2017 XS59
- (606437) 2017 XV59
- (606438) 2017 XK61
- (606439) 2017 XP78
- (606440) 2017 YL
- (606441) 2017 YT5
- (606442) 2017 YH6
- (606443) 2017 YW6
- (606444) 2017 YW10
- (606445) 2017 YG11
- (606446) 2017 YQ11
- (606447) 2017 YC12
- (606448) 2017 YF12
- (606449) 2017 YX12
- (606450) 2017 YZ12
- (606451) 2017 YB13
- (606452) 2017 YW13
- (606453) 2017 YS14
- (606454) 2017 YU22
- (606455) 2017 YG23
- (606456) 2017 YE24
- (606457) 2017 YK28
- (606458) 2017 YL40
- (606459) 2018 AK6
- (606460) 2018 AM7
- (606461) 2018 AT7
- (606462) 2018 AS8
- (606463) 2018 AA9
- (606464) 2018 AV9
- (606465) 2018 AD10
- (606466) 2018 AA11
- (606467) 2018 AE11
- (606468) 2018 AC14
- (606469) 2018 AJ14
- (606470) 2018 AV14
- (606471) 2018 AY14
- (606472) 2018 AB15
- (606473) 2018 AU15
- (606474) 2018 AF17
- (606475) 2018 AG17
- (606476) 2018 AM17
- (606477) 2018 AJ18
- (606478) 2018 AQ22
- (606479) 2018 AT23
- (606480) 2018 AK26
- (606481) 2018 AS26
- (606482) 2018 AR28
- (606483) 2018 AT28
- (606484) 2018 AW28
- (606485) 2018 AF30
- (606486) 2018 AF32
- (606487) 2018 BO
- (606488) 2018 BG2
- (606489) 2018 BT2
- (606490) 2018 BV2
- (606491) 2018 BU5
- (606492) 2018 BG7
- (606493) 2018 BD8
- (606494) 2018 BQ8
- (606495) 2018 BE9
- (606496) 2018 BH13
- (606497) 2018 BC18
- (606498) 2018 BQ18
- (606499) 2018 BB19
- (606500) 2018 BK20
- (606501) 2018 BY20
- (606502) 2018 BD22
- (606503) 2018 BX22
- (606504) 2018 CJ4
- (606505) 2018 CN4
- (606506) 2018 CL5
- (606507) 2018 CR5
- (606508) 2018 CN6
- (606509) 2018 CZ6
- (606510) 2018 CF7
- (606511) 2018 CP7
- (606512) 2018 CQ7
- (606513) 2018 CS7
- (606514) 2018 CX7
- (606515) 2018 CA8
- (606516) 2018 CP8
- (606517) 2018 CT8
- (606518) 2018 CD9
- (606519) 2018 CH9
- (606520) 2018 CL9
- (606521) 2018 CC10
- (606522) 2018 CO10
- (606523) 2018 CP10
- (606524) 2018 CR10
- (606525) 2018 CY10
- (606526) 2018 CB11
- (606527) 2018 CF11
- (606528) 2018 CJ11
- (606529) 2018 CV11
- (606530) 2018 CL12
- (606531) 2018 CU12
- (606532) 2018 CE13
- (606533) 2018 CF13
- (606534) 2018 CN15
- (606535) 2018 CX15
- (606536) 2018 CH16
- (606537) 2018 CK16
- (606538) 2018 CH18
- (606539) 2018 CA21
- (606540) 2018 CB21
- (606541) 2018 CS22
- (606542) 2018 DR3
- (606543) 2018 DA6
- (606544) 2018 EE3
- (606545) 2018 EH3
- (606546) 2018 EJ3
- (606547) 2018 EW4
- (606548) 2018 EY4
- (606549) 2018 EH5
- (606550) 2018 EM5
- (606551) 2018 EN5
- (606552) 2018 EA6
- (606553) 2018 EB7
- (606554) 2018 EV9
- (606555) 2018 FW6
- (606556) 2018 FG10
- (606557) 2018 FO10
- (606558) 2018 FX10
- (606559) 2018 FW11
- (606560) 2018 FP13
- (606561) 2018 FY13
- (606562) 2018 FQ14
- (606563) 2018 FC15
- (606564) 2018 FF15
- (606565) 2018 FN15
- (606566) 2018 FU15
- (606567) 2018 FG16
- (606568) 2018 FA17
- (606569) 2018 FC17
- (606570) 2018 FT18
- (606571) 2018 FZ19
- (606572) 2018 FH22
- (606573) 2018 FL23
- (606574) 2018 FR24
- (606575) 2018 FY25
- (606576) 2018 FW26
- (606577) 2018 FJ27
- (606578) 2018 FT28
- (606579) 2018 FD29
- (606580) 2018 FO29
- (606581) 2018 FC39
- (606582) 2018 GP6
- (606583) 2018 GE7
- (606584) 2018 GF7
- (606585) 2018 GR7
- (606586) 2018 GT7
- (606587) 2018 GY7
- (606588) 2018 GH8
- (606589) 2018 GT8
- (606590) 2018 GJ9
- (606591) 2018 GC11
- (606592) 2018 GL11
- (606593) 2018 GO11
- (606594) 2018 GP11
- (606595) 2018 GW11
- (606596) 2018 HH1
- (606597) 2018 HA3
- (606598) 2018 HS4
- (606599) 2018 HC5
- (606600) 2018 JW2
- (606601) 2018 JX2
- (606602) 2018 JA5
- (606603) 2018 JS5
- (606604) 2018 KG
- (606605) 2018 KV
- (606606) 2018 KP3
- (606607) 2018 KR3
- (606608) 2018 LZ3
- (606609) 2018 LN7
- (606610) 2018 LU7
- (606611) 2018 LP8
- (606612) 2018 LV8
- (606613) 2018 LL9
- (606614) 2018 LK10
- (606615) 2018 LA11
- (606616) 2018 LV11
- (606617) 2018 LV12
- (606618) 2018 LX12
- (606619) 2018 LK13
- (606620) 2018 LB14
- (606621) 2018 LT22
- (606622) 2018 LN30
- (606623) 2018 MN
- (606624) 2018 ML1
- (606625) 2018 MN3
- (606626) 2018 MH4
- (606627) 2018 MA6
- (606628) 2018 MF6
- (606629) 2018 MD8
- (606630) 2018 MA18
- (606631) 2018 NT
- (606632) 2018 NP4
- (606633) 2018 NG5
- (606634) 2018 NJ5
- (606635) 2018 NM5
- (606636) 2018 NZ5
- (606637) 2018 NV7
- (606638) 2018 NT11
- (606639) 2018 NK15
- (606640) 2018 NA30
- (606641) 2018 NA36
- (606642) 2018 NU37
- (606643) 2018 OC2
- (606644) 2018 PV
- (606645) 2018 PB11
- (606646) 2018 PK16
- (606647) 2018 PQ16
- (606648) 2018 PH20
- (606649) 2018 PF26
- (606650) 2018 PP41
- (606651) 2018 PG55
- (606652) 2018 PC63
- (606653) 2018 RR2
- (606654) 2018 RH10
- (606655) 2018 RX10
- (606656) 2018 RD11
- (606657) 2018 RX11
- (606658) 2018 RO12
- (606659) 2018 RA13
- (606660) 2018 RA14
- (606661) 2018 RB14
- (606662) 2018 RO14
- (606663) 2018 RA16
- (606664) 2018 RY16
- (606665) 2018 RY19
- (606666) 2018 RM21
- (606667) 2018 RG24
- (606668) 2018 RA26
- (606669) 2018 RY27
- (606670) 2018 RK28
- (606671) 2018 RM28
- (606672) 2018 RO29
- (606673) 2018 RR29
- (606674) 2018 RH32
- (606675) 2018 RM32
- (606676) 2018 RS32
- (606677) 2018 RT32
- (606678) 2018 RX33
- (606679) 2018 RP34
- (606680) 2018 RR34
- (606681) 2018 RQ35
- (606682) 2018 RF36
- (606683) 2018 RO36
- (606684) 2018 RT36
- (606685) 2018 RW36
- (606686) 2018 RQ50
- (606687) 2018 SU1
- (606688) 2018 SD4
- (606689) 2018 SP5
- (606690) 2018 SE6
- (606691) 2018 SN6
- (606692) 2018 SG7
- (606693) 2018 SQ8
- (606694) 2018 SC9
- (606695) 2018 SE9
- (606696) 2018 SU9
- (606697) 2018 SF12
- (606698) 2018 SS12
- (606699) 2018 SU12
- (606700) 2018 SQ14
- (606701) Golda
- (606702) 2018 TO2
- (606703) 2018 TY3
- (606704) 2018 TF11
- (606705) 2018 TE14
- (606706) 2018 TS14
- (606707) 2018 TB15
- (606708) 2018 UT3
- (606709) 2018 UW3
- (606710) 2018 UO6
- (606711) 2018 UR6
- (606712) 2018 UT8
- (606713) 2018 UM11
- (606714) 2018 UH14
- (606715) 2018 UQ15
- (606716) 2018 UR15
- (606717) 2018 UN18
- (606718) 2018 VC8
- (606719) 2018 VW10
- (606720) 2018 VL18
- (606721) 2018 VY18
- (606722) 2018 VV21
- (606723) 2018 VM23
- (606724) 2018 VX23
- (606725) 2018 VX24
- (606726) 2018 VS26
- (606727) 2018 VE30
- (606728) 2018 VX31
- (606729) 2018 VU35
- (606730) 2018 VV36
- (606731) 2018 VX36
- (606732) 2018 VW39
- (606733) 2018 VR46
- (606734) 2018 VS58
- (606735) 2018 VT60
- (606736) 2018 VA62
- (606737) 2018 VD62
- (606738) 2018 VH63
- (606739) 2018 VJ63
- (606740) 2018 VO64
- (606741) 2018 VV64
- (606742) 2018 VW69
- (606743) 2018 VV76
- (606744) 2018 VU77
- (606745) 2018 VB79
- (606746) 2018 VC79
- (606747) 2018 VW79
- (606748) 2018 VY79
- (606749) 2018 VW80
- (606750) 2018 VT82
- (606751) 2018 VK83
- (606752) 2018 VB95
- (606753) 2018 VM95
- (606754) 2018 VN102
- (606755) 2018 VV110
- (606756) 2018 VA129
- (606757) 2018 VA141
- (606758) 2018 VL146
- (606759) 2018 WU3
- (606760) 2018 XF1
- (606761) 2018 XP1
- (606762) 2018 XV7
- (606763) 2018 XE11
- (606764) 2018 XB13
- (606765) 2018 XP16
- (606766) 2018 XC17
- (606767) 2018 XR19
- (606768) 2018 XG20
- (606769) 2018 XT20
- (606770) 2018 YJ3
- (606771) 2018 YY3
- (606772) 2018 YT4
- (606773) 2018 YL14
- (606774) 2019 AP1
- (606775) 2019 AS1
- (606776) 2019 AK5
- (606777) 2019 AP10
- (606778) 2019 AH16
- (606779) 2019 AN17
- (606780) 2019 AB23
- (606781) 2019 AL24
- (606782) 2019 AN28
- (606783) 2019 AS28
- (606784) 2019 AS29
- (606785) 2019 AR36
- (606786) 2019 AM38
- (606787) 2019 AU41
- (606788) 2019 BV
- (606789) 2019 BZ1
- (606790) 2019 BK3
- (606791) 2019 BX5
- (606792) 2019 BA6
- (606793) 2019 BH6
- (606794) 2019 BS7
- (606795) 2019 CC6
- (606796) 2019 CH6
- (606797) 2019 CB7
- (606798) 2019 CJ8
- (606799) 2019 CA10
- (606800) 2019 DG4
- (606801) 2019 EY2
- (606802) 2019 EZ2
- (606803) 2019 FE4
- (606804) 2019 FK4
- (606805) 2019 FN4
- (606806) 2019 FO4
- (606807) 2019 FP4
- (606808) 2019 FQ4
- (606809) 2019 FB8
- (606810) 2019 FD9
- (606811) 2019 FX12
- (606812) 2019 FL14
- (606813) 2019 FS14
- (606814) 2019 GA1
- (606815) 2019 GE5
- (606816) 2019 GL6
- (606817) 2019 GU8
- (606818) 2019 GB9
- (606819) 2019 GK10
- (606820) 2019 GY10
- (606821) 2019 GH11
- (606822) 2019 GN11
- (606823) 2019 GM12
- (606824) 2019 GC14
- (606825) 2019 GD14
- (606826) 2019 GJ15
- (606827) 2019 GE17
- (606828) 2019 GA18
- (606829) 2019 GE18
- (606830) 2019 GW18
- (606831) 2019 GZ20
- (606832) 2019 GP24
- (606833) 2019 GJ40
- (606834) 2019 GA43
- (606835) 2019 GU43
- (606836) 2019 GJ49
- (606837) 2019 GE50
- (606838) 2019 GQ50
- (606839) 2019 GW66
- (606840) 2019 GH71
- (606841) 2019 HQ1
- (606842) 2019 JD
- (606843) 2019 JN
- (606844) 2019 JV4
- (606845) 2019 JR6
- (606846) 2019 JN9
- (606847) 2019 JX9
- (606848) 2019 JY9
- (606849) 2019 JZ9
- (606850) 2019 JH10
- (606851) 2019 JY10
- (606852) 2019 JJ11
- (606853) 2019 JP11
- (606854) 2019 JL12
- (606855) 2019 JU12
- (606856) 2019 JG16
- (606857) 2019 JX17
- (606858) 2019 JO18
- (606859) 2019 JU20
- (606860) 2019 JZ20
- (606861) 2019 JK21
- (606862) 2019 JY21
- (606863) 2019 JM23
- (606864) 2019 JQ23
- (606865) 2019 JJ24
- (606866) 2019 JQ24
- (606867) 2019 JR24
- (606868) 2019 JH26
- (606869) 2019 JJ26
- (606870) 2019 JU26
- (606871) 2019 JN29
- (606872) 2019 JK31
- (606873) 2019 JO32
- (606874) 2019 JS32
- (606875) Bertgrice
- (606876) 2019 JY32
- (606877) 2019 JZ32
- (606878) 2019 JF33
- (606879) 2019 JL33
- (606880) 2019 JT34
- (606881) 2019 JW34
- (606882) 2019 JW35
- (606883) 2019 JV36
- (606884) 2019 JW36
- (606885) 2019 JY39
- (606886) 2019 JG40
- (606887) 2019 JV40
- (606888) 2019 JD41
- (606889) 2019 JN41
- (606890) 2019 JS41
- (606891) 2019 JO42
- (606892) 2019 JU42
- (606893) 2019 JE44
- (606894) 2019 JO44
- (606895) 2019 JX45
- (606896) 2019 JD46
- (606897) 2019 JE46
- (606898) 2019 JN46
- (606899) 2019 JR46
- (606900) 2019 JC47
- (606901) 2019 JQ52
- (606902) 2019 JB59
- (606903) 2019 JG62
- (606904) 2019 JL62
- (606905) 2019 JC77
- (606906) 2019 KK1
- (606907) 2019 KY1
- (606908) 2019 KB2
- (606909) 2019 KQ2
- (606910) 2019 KH7
- (606911) 2019 KG17
- (606912) 2019 KF20
- (606913) 2019 LV18
- (606914) 2019 ML1
- (606915) 2019 MK7
- (606916) 2019 MQ8
- (606917) 2019 MJ12
- (606918) 2019 MF15
- (606919) 2019 NL
- (606920) 2019 NQ1
- (606921) 2019 NR5
- (606922) 2019 NY6
- (606923) 2019 NC10
- (606924) 2019 NE12
- (606925) 2019 NW21
- (606926) 2019 NS22
- (606927) 2019 NJ38
- (606928) 2019 OZ4
- (606929) 2019 OZ6
- (606930) 2019 PJ11
- (606931) 2019 PA30
- (606932) 2019 PJ32
- (606933) 2019 PC37
- (606934) 2019 QD5
- (606935) 2019 QK50
- (606936) 2019 RL57
- (606937) 2019 RQ67
- (606938) 2019 SO2
- (606939) 2019 SD3
- (606940) 2019 SM3
- (606941) 2019 SB8
- (606942) 2019 SD9
- (606943) 2019 SO18
- (606944) 2019 SH22
- (606945) 2019 SG79
- (606946) 2019 TL7
- (606947) 2019 TG39
- (606948) 2019 TP54
- (606949) 2019 UE
- (606950) 2019 UQ23
- (606951) 2019 VX27
- (606952) 2019 WF6
- (606953) 2019 WN7
- (606954) 2019 WO7
- (606955) 2019 WE14
- (606956) 2019 XE
- (606957) 2019 XB4
- (606958) 2019 XE4
- (606959) 2019 XS10
- (606960) 2020 AR
- (606961) 2020 AD4
- (606962) 2020 BM4
- (606963) 2020 BX59
- (606964) 2020 FC14
- (606965) 2020 GL6
- (606966) 2020 GN6
- (606967) 2020 GA23
- (606968) 2020 HS13
- (606969) 2020 HT15
- (606970) 2020 HL16
- (606971) 2020 HX24
- (606972) 2020 HW26
- (606973) 2020 HO30
- (606974) 2020 HN35
- (606975) 2020 JO5
- (606976) 2020 JU6
- (606977) 2020 JK8
- (606978) 2020 JU8
- (606979) 2020 JQ10
- (606980) 2020 JY10
- (606981) 2020 JQ17
- (606982) 2020 KU28
- (606983) 2020 MY4
- (606984) 2020 MB7
- (606985) 2020 OD8
- (606986) 2020 OV11
- (606987) 2020 PM55
- (606988) 2020 RR5
- (606989) 2020 RV41
- (606990) 2020 RF98
- (606991) 2020 SM7
- (606992) 2020 SE30
- (606993) 2020 SU68
- (606994) 2020 TY15
- (606995) 2020 TH17
- (606996) 2020 TX18
- (606997) 2020 TE20
- (606998) 2020 UF39
- (606999) 2020 XL17
- (607000) 2020 YH9